# Harry Hillman
Harry Livingston Hillman Jr. (Brooklyn, New York, 8 september 1881 – 9 augustus 1945) was een Amerikaanse atleet en olympisch kampioen. Hij won viermaal een AAU-titel, waarvan tweemaal op de 200 m horden en tweemaal op de 400 m.
Zijn grootste succes behaalde hij in 1904 op de Olympische Spelen van St. Louis (eigen land). Hier won hij drie gouden medailles (400 m, 200 m horden, 400 m horden). Hij liep driemaal sneller dan het olympisch record op deze Spelen, waarvan er twee tijden werden erkend. Zijn tijd van 400 m horden werd niet erkend, omdat hij de laatste horde omver liep en de hordes te laag waren (76,0 cm in plaats van de gebruikelijke 91,4 cm). Op weg naar de Olympische Spelen van 1906 in Athene was Hillman een van de atleten die ziek geworden was, doordat een enorme golf over het dek sloeg tijdens de Atlantische oversteek. Hij werd slechts vijfde op de 400 m, het enige onderdeel waaraan hij dit jaar meeliep.
Op de Olympische Spelen van Londen, twee jaar later, won hij een zilveren medaille op de 400 m horden achter zijn landgenoot Charles Bacon (goud) en voor de Brit Leonard Tremeer. Hij kwam gelijk met Charles Bacon over de laatste horde, maar deze wist de wedstrijd te winnen in een nieuwe wereldrecordtijd van 55,0 seconden.
Vanaf 1910 tot zijn dood was hij trainer op het Dartmouth College en van het olympische team in 1924, 1928 en 1932. Hij adviseerde zijn hordelopers om rauwe eieren te eten. Een van zijn beste atleten was de Canadese hordeloper Earl Thomson die goud won op de 110 m horden op de Olympische Spelen van Antwerpen in 1920.

## Titels
- Olympisch kampioen 400 m - 1904
- Olympisch kampioen 200 m horden - 1904
- Olympisch kampioen 400 m horden - 1904
- Amerikaans kampioen 400 m (AAU) - 1903, 1908
- Amerikaans kampioen 200 m horden (AAU) - 1902, 1906
- IC4A kampioen 400 yards - 1905
- AAA kampioen 220 yards - 1905

## Persoonlijke records
- 400 m - 49,20 s
- 400 m horden - 55,30 s

## Palmares

### 400 m
- 1904:  OS - 49,2 s

### 200 m horden
- 1904:  OS - 24,6 s

### 400 m horden
- 1904:  OS - 53,0 s
- 1908:  OS - 55,3 s

1896: Thomas Burke ·
1900: Maxey Long ·
1904: Harry Hillman ·
1908: Wyndham Halswelle ·
1912: Charles Reidpath ·
1920: Bevil Rudd ·
1924: Eric Liddell ·
1928: Ray Barbuti ·
1932: Bill Carr ·
1936: Archie Williams ·
1948: Arthur Wint ·
1952: George Rhoden ·
1956: Charlie Jenkins ·
1960: Otis Davis ·
1964: Mike Larrabee ·
1968: Lee Evans ·
1972: Vince Matthews ·
1976: Alberto Juantorena ·
1980: Viktor Markin ·
1984: Alonzo Babers ·
1988: Steve Lewis ·
1992: Quincy Watts ·
1996: Michael Johnson ·
2000: Michael Johnson ·
2004: Jeremy Wariner ·
2008: LaShawn Merritt ·
2012: Kirani James · 
2016: Wayde van Niekerk · 
2020: Steven Gardiner · 
2024: Quincy Hall
1900: Alvin Kraenzlein ·
1904: Harry Hillman
1900: John Tewksbury ·
1904: Harry Hillman ·
1908: Charles Bacon ·
1920: Frank Loomis ·
1924: Morgan Taylor ·
1928: David Burghley ·
1932: Bob Tisdall ·
1936: Glenn Hardin ·
1948: Roy Cochran ·
1952: Charles Moore ·
1956: Glenn Davis ·
1960: Glenn Davis ·
1964: Rex Cawley ·
1968: David Hemery ·
1972: John Akii-Bua ·
1976: Edwin Moses ·
1980: Volker Beck ·
1984: Edwin Moses ·
1988: André Phillips ·
1992: Kevin Young ·
1996: Derrick Adkins ·
2000: Angelo Taylor ·
2004: Félix Sánchez ·
2008: Angelo Taylor ·
2012: Félix Sánchez ·
2016: Kerron Clement ·
2020: Karsten Warholm ·
2024: Rai Benjamin
- Bibliothèque nationale de France: cb16952087z (data)
- International Standard Name Identifier: 0000 0004 5100 4968
- Virtual International Authority File: 316738334